# Shogo Sakurai
Shogo Sakurai (født 3. april 1984) er en tidligere japansk fodboldspiller.
Han har spillet for flere forskellige klubber i sin karriere, herunder Mito HollyHock.